# سیارک ۴۲۵۴
سیارک ۴۲۵۴ (به انگلیسی: 4254 Kamel، نامگذاری:1985UT3) چهار هزار و دویست و پنجاه و چهارمین سیارک کشف شده‌است که در ۲۴ اکتبر ۱۹۸۵ کشف شد.
قدر مطلق سیارک برابر ۱۱٫۷۰ است.